# Olivier Maurel (auteur)
Pour les articles homonymes, voir Olivier Maurel et Maurel.
Olivier Maurel, né en 1937 à Toulon, est un professeur agrégé de lettres, auteur et militant associatif pour la cause des enfants, fondateur de l'Observatoire de la violence éducative ordinaire en 2005.

## Carrière

### Ouvrages et activités éditoriales
Olivier Maurel est l'auteur de plusieurs ouvrages, dont La Fessée, questions sur la violence éducative, qui traite des maltraitances à l'encontre des enfants,,.

#### Ouvrage dénonçant la fessée
Il inscrit ses réflexions dans le cadre des théorisations d'Alice Miller, qui signe la préface de l'ouvrage et pour laquelle les violences éducatives ont des répercussions importantes sur le développement des enfants. Il est invité à deux reprises à l'émission de télévision Les Maternelles sur France 5 pour en parler,. Il participe également à une table ronde sur France Inter et à un débat sur RFI.
La première partie de l'ouvrage se présente sous forme de questions réponses, où les idées reçues sur la fessée et les conséquences des châtiments corporels, prétendument sans danger, sont détaillées et où en sont expliquées les conséquences, notamment sur le développement du cerveau qui est très sensible entre 0 et 3 ans, et la gestion des émotions,.

#### Autres ouvrages sur la question éducative
Dans son ouvrage Oui, la nature humaine est bonne ! Comment la violence éducative ordinaire la pervertit depuis des siècles, publié en 2009, Olivier Maurel explore tous les thèmes liés à la violence éducative et explique la dangerosité de cette violence transmise de générations en générations sous couvert d'une « bonne discipline » allant jusqu'à une certaine justification de nature religieuse.
Il est également l'auteur de l'essai La violence éducative, un trou noir dans les sciences humaines, dans lequel il s'intéresse aux violences dites éducatives subies dans l'enfance.  Il y fait le constat que huit auteurs sur dix oublient d'évoquer la violence qui intervient dans l’éducation, cet oubli étant préjudiciable pour les enfants victimes, mais aussi pour toute la société.
Il fait l'hypothèse que la violence subie durant l'enfance empêche la victime de voir le lien avec la violence de l'âge adulte et dans toute notre société. Sous la direction de Roland Coutanceau et de Joanna Smith, il est l'auteur d'un article paru dans un ouvrage de la collection Psychothérapies, intitulé Violences psychologiques : Comprendre pour agir et qui présente Les caractéristiques de la violence éducative dans le chapitre 18 : « La violence éducative à l’origine de la violence humaine. » .
Olivier Maurel est considéré dans l'ouvrage dirigé par Roland Coutanceau, comme l'un des rares auteurs français à aborder la question de la violence éducative .

### Activités institutionnelles
En 2006, Olivier Maurel remet une étude sous forme de questionnaire et portant sur 130 élèves (de l'enseignement secondaire à Toulon en 2001) qui montre que moins d'un élève sur dix n'a jamais été frappé. Cette étude est l'un des éléments d'un rapport du Conseil de l'Europe : L'abolition des châtiments corporels: Un impératif pour les droits de l'enfant en Europe.
C'est en sa qualité de fondateur de OVEO qu'il soutient la tribune d'Emmanuelle Araujo Calçada intitulée Face à l’urgence écologique et sociale, place aux gilets jeunes ! et cosignée par 250 personnalités.

## Publications
- La France trafiquant d’armes  (collectif), éditions Maspéro, 1974.
- Armée ou défense civile non-violente ? , (Collectif), éditions La Gueule ouverte, 1975.
- Les Trafics d’armes de la France,  éditions Maspéro, 1977.
- Allemagne 1631 : Un confesseur de sorcières parle (Cautio Criminalis)  de Friedrich Spee Von Langenfeld – Traduction, introduction, notes, chronologie et index de Olivier Maurel, éditions L’Harmattan, 2000, 300 p. (ISBN 978-2-7384-889-47, présentation en ligne).
- La Fessée, Cent questions-réponses sur les châtiments corporels  (préf. Alice Miller), éditions La Plage, 2001, (réédité en 2004, puis 2015 sous le titre la fessée, questions sur la violence éducative), 123 p. (ISBN 978-2-84221-072-4, présentation en ligne)[11].
- La Non-violence active, Cent questions-réponses pour résister et agir, (éditions La Plage, 2001)  (ISBN 978-2-84221-076-2).
- Essais sur le mimétisme : Sept œuvres littéraires revisitées à la lumière de la théorie de René Girard, éditions L’Harmattan, 2002, 228 p. (ISBN 978-2-74752-572-5, présentation en ligne).
- Oedipe et Laïos : Dialogue sur l'origine de la violence  (avec Michel Pouquet), éditions L'Harmattan, 2003, 162 p. (ISBN 978-2-29633-133-4, présentation en ligne).
- Oui, la nature humaine est bonne ! Comment la violence éducative la pervertit depuis des millénaires, éditions Robert Laffont, 2009, 360 p. (ISBN 978-2-22110-919-9, présentation en ligne).
- La violence éducative : un trou noir dans les sciences humaines, éditions L’Instant présent, 2012, 168 p. (ISBN 978-2916032252, présentation en ligne)[13].
- Vingt siècles de maltraitance chrétienne des enfants  (préf. Lytta Basset), éditions Encretoile, 2015 (ISBN 978-2367720449, présentation en ligne)[18].
- Micheline Maurel (préf. Jean-Marie Guillon, introduction, notes et choix des textes par Olivier Maurel), Danse au bord du précipice - lettres et écrits des années de guerre, 1939-1945, Paris, éditions L’Harmattan, coll. « Mémoires du XXeme siècle. Série Seconde guerre mondiale », 2016, 392 p. (ISBN 978-2-343-10058-6, BNF 45151738, SUDOC 198243782).
- Les armes de la non-violence, éditions La Plage, 2019, 128 p. (ISBN 978-2842216900, présentation en ligne).
- De l'enfant protégé à l'enfant corrigé : Ou comment l'humanité est devenue maltraitante, éditions L’Harmattan, 2022 (ISBN 978-2140297120, présentation en ligne).